# Nancy Buirski

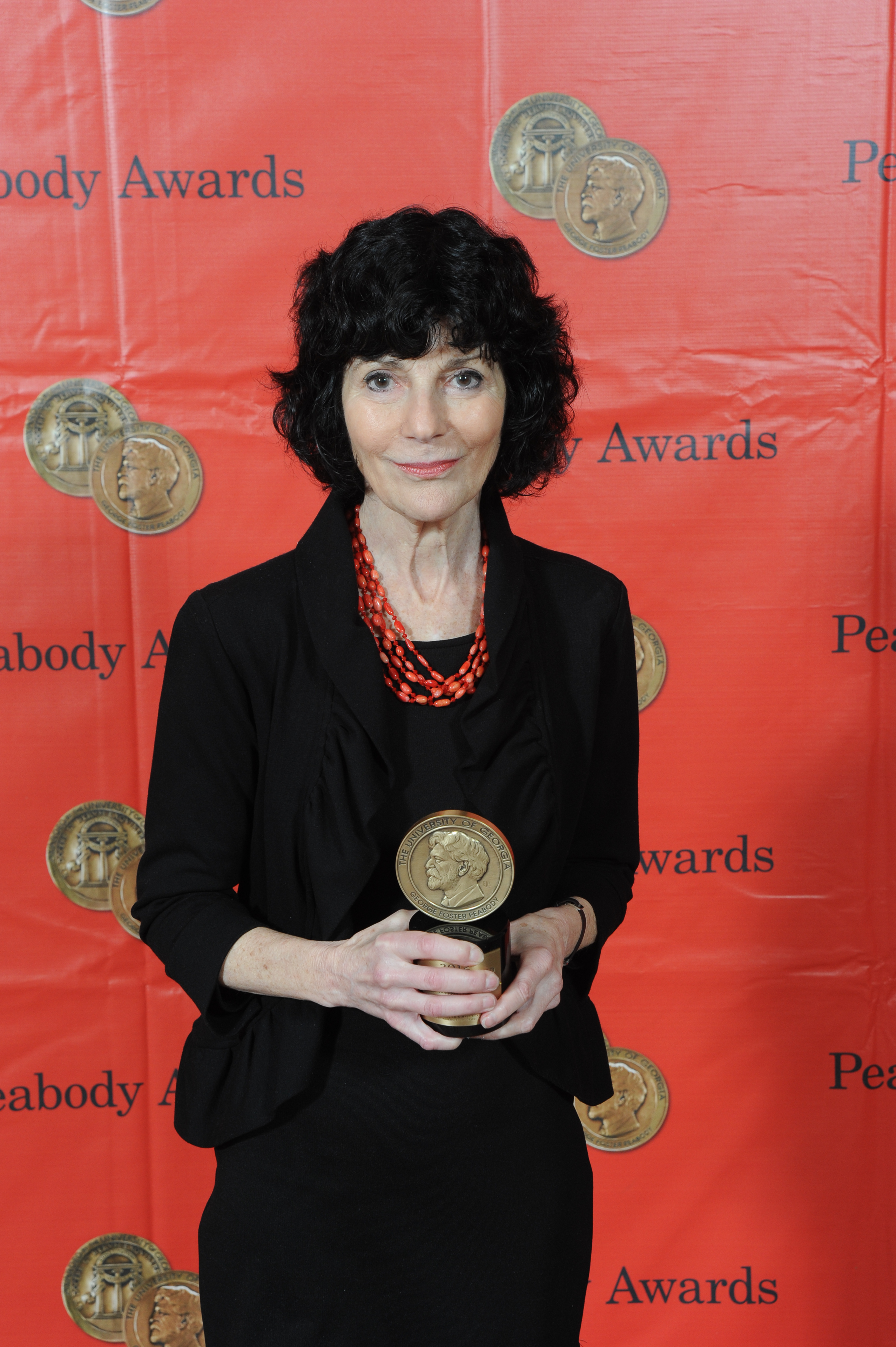
Nancy Buirski bei den Peabody Awards 2013

Nancy Florence Buirski (* 24. Juni 1945 New York City, New York; † 29. August 2023 ebenda) war eine US-amerikanische Fotografin, Dokumentarfilmerin und Kuratorin.

## Leben
Nancy Buirski wurde 1945 als Tochter von Helen Housten Cohen und Daniel S. Cohen aus Atlantis, Florida, geboren. Sie wuchs in New York City in Manhattan auf.
Ihr Studium an der Adelphi University schloss sie magna cum laude ab. Bis Mitte der 1990er Jahre war Buirski als Fotografin und Bildredakteurin im internationalen Ressort der New York Times tätig. Ihre Bildauswahl eines von Kevin Carter angefertigten Fotos, das ein halb verhungertes sudanesisches Kind mit einem Geier zeigte, brachte der Zeitung 1994 den ersten Pulitzer-Preis für Feature-Fotoberichterstattung ein. 1994 erschien der von ihr kuratierte Fotoband Earth Angels: Migrant Children in America bei Pomegranate Press.
1998 begründete sie am Center for Documentary Studies der Duke University in Durham, North Carolina, das Full Frame Documentary Film Festival, welches sie zehn Jahre leitete.
Nachdem sie 2008 einen Nachruf auf Mildred Loving in der New York Times gelesen hatte, erwarb sie die Rechte an einer Biographie der Lovings. Auf dieser Basis entstand ihr erster Dokumentarfilm The Loving Story, der sich der Entscheidung des Obersten Gerichtshofs der Vereinigten Staaten im Fall Loving v. Virginia widmete, mit dem 1967 ein Gesetz des US-Bundesstaates Virginia aufgehoben wurde, durch das zuvor sogenannte „gemischtrassige“ Ehen zwischen weißen und nichtweißen Partnern verboten waren. Der Film feierte seine Premiere beim Full Frame Documentary Film Festival und wurde später auch zahlreichen anderen Festivals präsentiert. Er wurde bei den Peabody Awards 2012 mit einem Preis ausgezeichnet und stand auch auf der Shortlist für den Oscar in der Kategorie Bester Dokumentarfilm. Er wurde mit zahlreichen weiteren Preisen ausgezeichnet. Ihre Dokumentation diente Regisseur Jeff Nichols später teilweise als Vorlage für den Spielfilm Loving (2016), für den Buirski als Produzentin fungierte.
Buirskis zweiter Dokumentarfilm Afternoon of a Faun: Tanaquil Le Clercq (2013) erzählt die Geschichte der französischen Primaballerina Tanaquil Le Clercq, die sich 1956 mit Polio infizierte und für den Rest ihres Lebens von der Hüfte abwärts gelähmt blieb.
In By Sidney Lumet (2015) zeigte sie ein intimes Porträt des Filmemachers Sidney Lumet, das auf einem mehrtägigen Interview des Dokumentarfilmers Daniel Anker mit Lumet aus dem Jahr 2008 basierte. Lumet erzählt von seinen Filmen, erinnert sich an Kollegen, Familie und Freunde und blickt zurück auf den Anfang seiner Karriere als Schauspieler in einer jüdischen Theatergruppe.
2017 entstand auf Basis von Danielle L. McGuires Sachbuch At the Dark End of the Street: Black Women, Rape and Resistance – A New History of the Civil Rights Movement from Rosa Parks to the Rise of Black Power der Dokumentarfilm The Rape of Recy Taylor über die Afroamerikanerin Recy Taylor, die 1944 entführt und von sechs weißen Männern vergewaltigt wurde. Obwohl die Männer das Verbrechen bereits kurz darauf zugaben, erfolgte keine Anklage.
Im Jahr 2022 wurde ihre Regiearbeit Desperate Souls, Dark City and the Legend of Midnight Cowboy in die offizielle Auswahl der 79. Filmfestspiele von Venedig aufgenommen.
Buirski war Mitglied der Academy of Motion Picture Arts and Sciences und der Television Academy of Arts and Sciences.
Sie war ab 1996 in zweiter Ehe mit dem Architekten Kenneth Friedlein verheiratet. Die Ehe wurde später geschieden.
Buirski starb am 29. August 2023 im Alter von 78 Jahren in ihrer Wohnung in Manhattan.

## Filmografie (Auswahl)
Regie
- 2011: The Loving Story
- 2013: Afternoon of a Faun: Tanaquil Le Clercq
- 2015: By Sidney Lumet
- 2017: The Rape of Recy Taylor (Documentary)
- 2020: A Crime on the Bayou
- 2022: Desperate Souls, Dark City and the Legend of Midnight Cowboy

## Schrift
- Earth Angels: Migrant Children in America. Pomegranate, 1994, ISBN 978-0876540749.